# FK Sirka Kropywnyzkyj
Der FK Sirka Kropywnyzkyj (ukrainisch ФК Зі́рка (Кропивницький)) ist ein Fußballverein aus der ukrainischen Stadt Kropywnyzkyj, aktuell in der Amateur-Fußball-Meisterschaft.
Der 1911 gegründete Verein spielte 1996 seine erste Saison in der Wyschtscha Liha. Nach dem Abstieg 2000 stieg die Mannschaft drei Jahre später als Meister der Perscha Liha wieder auf. Jedoch musste das Team nach dem letzten Platz umgehend wieder zurück in die Zweitklassigkeit.
Nachdem der Verein in der Saison 2015/16 den ersten Platz in der Perscha Liha, der zweithöchsten Spielklasse der Ukraine erreicht hat, stieg er in die Premjer-Liha, die höchste ukrainische Spielklasse, auf.

## Vereinsnamen
- 1911–1922 = Elworti Jelisawetgrad
- 1922–1924 = Tscherwona Sirka Jelisawetgrad
- 1924–1927 = Tscherwona Sirka Sinowjewsk
- 1927–1935 = Metalist Sinowjewsk
- 1935–1939 = Silmasch Kirowo
- 1940–1945 = Silmasch Kirowohrad
- 1946–1947 = Dynamo Kirowohrad
- 1948–1952 = Traktor Kirowohrad
- 1953–1957 = Torpedo Kirowohrad
- 1958–1961 = Sirka Kirowohrad
- 1962 000000= Dynamo Kirowohrad
- 1963–1993 = Sirka Kirowohrad
- 1994–1997 = Sirka-NIBAS Kirowohrad
- 1998–2016 = Sirka Kirowohrad
- 2016– 0000 = Sirka Kropywnyzkyj

## Stadion

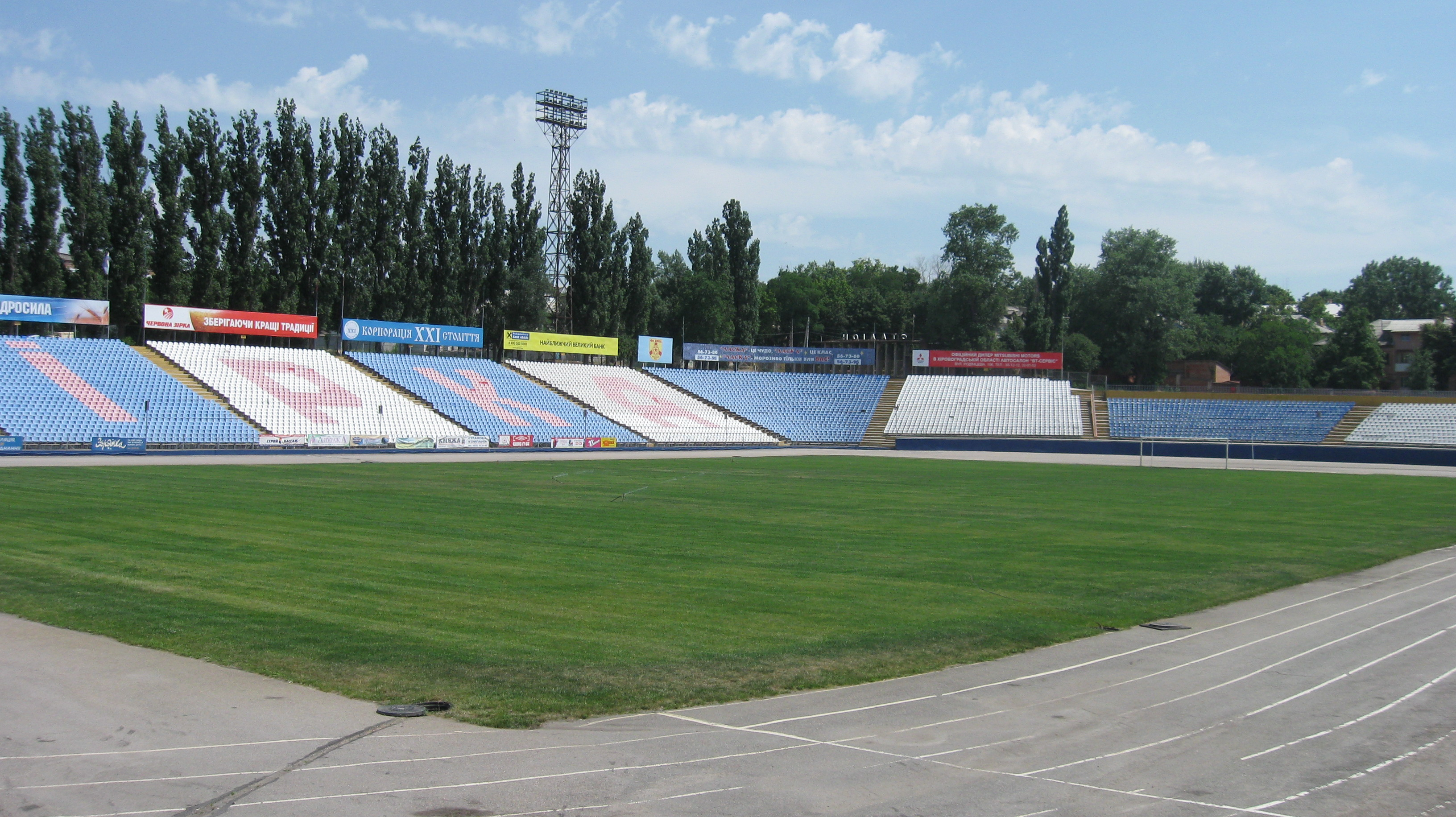
Sirka-Stadion (2009)

Der Verein spielt im 14.628 Zuschauer fassenden Sirka-Stadion (Зірка стадіон) in Kropywnyzkyj.

## Trainer
- Roman Monarow (2016–2017) Co-Trainer, (2017–) Trainer,